# František Maňas
František Maňas (Sehradice, bij Zlín, Moravië, 4 oktober 1921 – Brno, 21 december 2004) was een Tsjechisch componist en dirigent.

## Leven
Maňas groeide op in een muzikaal gezin. Zijn vader en zijn grootvader waren dirigenten van kleine dorps-harmonieën in Moravië. En zo kwam hij ook vroeg in contact met het harmonieorkest. Hij studeerde piano en muziektheorie bij Oldřich Palkovská privé in Zlín van 1940 tot 1943. Verder studeerde hij orgel in Hevlíně en vertrok aansluitend naar Brno. In Brno was hij regisseur bij de Tsjecho-Slowaakse radio-omroep, studio Brno. 
In 1971 ging hij voor een geruime tijd naar Japan. 
Hij schreef als componist meer dan 400 werken. 

## Composities

### Werken voor harmonieorkest
- 1987 Slovácký tanec no. 10
- 1990 Slezský tanec
- Am Ufer der Thaya, wals
- An einem schönen Ort, polka
- Bazalicka, polka
- Beim Fluss, polka
- Bergmannspolka
- Bílý jasmín, wals
- Brestecká skála
- Brünner Mädel, polka
- Brněnská romance (Brünner Romanze), concertstuk
- Černá hodinka (Am frühen Abend)
- Dám ti rozmarýn, polka
- Die Stare Spacci, polka
- Dík za vychování, wals
- Doma je doma
- Dovádivé klarinety
- Frajírečka
- Für Großmutter, polka
- Galánečka, polka
- Grüsse aus Mähren
- Hanácká, polka
- Hodový, wals
- Im Walde, polka
- Já se usmívám, polka
- Jen spinkej, dítě, koraal
- Junge Liebe, wals
- Kalina
- Kde se láska skrývá, wals
- Klarus - Sterne, mars
- Kornblumen im Felde, polka
- La Lesne
- Láska je zázrak, polka
- Moravische ouverture
- Marilla, tango
- Mé lásce důvěřuj, wals
- Medová, polka
- Meine Liebste, polka
- Moje písnička, wals
- Morava, voděnka zakalená
- Na Hodech, polka
- Osmdesátka, polka
- Perníková polka
- Pochoutka, polka
- Pohádka z Podyjí
- Pokoj nám (kerstlied)
- Polonéza z Hradce
- Präludium, voor trompet en harmonieorkest
- Pro Alenku, polka
- Pro Starocesku (Altböhmische Polka)
- Proměny (Metamorfosen)
- Prozpěvujte, andělové, koraal
- První jarní den, wals
- Rakvická
- Rodné Valašsko, wals
- Růžová, wals
- Sakura, wals
- Schmankerl-Polka
- Selanka, voor trompet en harmonieorkest
- Šikulka, Polka
- Skotačivé klarinety, voor twee klarinetten en harmonieorkest
- Slovácká, polka
- Slovácký tanec no. 1
- Slovácký tanec no. 2
- Slovácký tanec no. 3
- Slovácký tanec no. 4
- Slovácký tanec no. 5
- Slovácký tanec no. 6
- Slovácký tanec no. 7
- Slovácký tanec no. 8
- Slovácký tanec no. 9
- Slunce, já a ty, wals
- Sobulanka Polka
- Staří známí (Alte Bekannte), polka
- Starodávná láska, wals
- Starohorka (Altberg Polka)
- Turold
- Twee Boheemse dansen
  1. Polka
  2. Furiant
- U Radnice (Beim alten Rathaus), polka
- V čas vánoční, wals
- V půlnoční hodině, koraal
- Vánočné Vánoce, koraal
- Vánoční čas, koraal
- Vazanští mládenci, polka
- Veletržní polka
- Vysocine, wals
- Vzpomínám (Bald wird Hochzeit sein), polka
- Vzpomínka (Erinnerung)
- Z jara
- Z Moravy
- Život Ukongen
- Zvonařka, polka

### Missen en gewijde muziek
- Vánoční mše (Kerstmis)

### Werken voor accordeon
- Azalky, wals voor twee accordeons
- Romana, tango voor een tot drie accordeons

- Gemeinsame Normdatei: 13445376X
- International Standard Name Identifier: 0000 0000 5845 150X
- MusicBrainz: 9e3655e8-8ab4-4405-9d21-f07df7f4b6ef
- Nationale Bibliotheek van Tsjechië: jn20000620214
- Virtual International Authority File: 79629353
- WorldCat: E39PBJtrPXbgw7jDQGXrffDg8C